# Shahrestān di Khatam
Lo shahrestān di Khatam (farsi شهرستان خاتم) è uno degli 11 shahrestān della provincia di Yazd, il capoluogo è Harat. Lo shahrestān è suddiviso in 2 circoscrizioni (bakhsh):
- Centrale (بخش مرکزی)
- Marvast (بخش مروست)